# Cantone di Rumilly
Il Cantone di Rumilly è un cantone francese dell'arrondissement di Annecy.
A seguito della riforma approvata con decreto del 13 febbraio 2014, che ha avuto attuazione dopo le elezioni dipartimentali del 2015, è passato da 18 a 29 comuni.

## Composizione
I 18 comuni facenti parte prima della riforma del 2014 erano:
- Bloye
- Boussy
- Crempigny-Bonneguête
- Étercy
- Hauteville-sur-Fier
- Lornay
- Marcellaz-Albanais
- Marigny-Saint-Marcel
- Massingy
- Moye
- Rumilly
- Saint-Eusèbe
- Sales
- Thusy
- Val-de-Fier
- Vallières
- Vaulx
- Versonnex

Dal 2015 i comuni appartenenti al cantone sono i seguenti 29:
- Alby-sur-Chéran
- Allèves
- Bloye
- Boussy
- Chainaz-les-Frasses
- Chapeiry
- Crempigny-Bonneguête
- Cusy
- Étercy
- Gruffy
- Hauteville-sur-Fier
- Héry-sur-Alby
- Lornay
- Marcellaz-Albanais
- Marigny-Saint-Marcel
- Massingy
- Moye
- Mûres
- Rumilly
- Saint-Eusèbe
- Saint-Félix
- Saint-Sylvestre
- Sales
- Thusy
- Val-de-Fier
- Vallières
- Vaulx
- Versonnex
- Viuz-la-Chiésaz